# New Orleans Saints 2018
La stagione 2018 dei New Orleans Saints è stata la 52ª della franchigia nella National Football League, la 43ª disputata presso il Mercedes-Benz Superdome e la 12ª con Sean Payton come capo-allenatore. Questa stagione è la prima dal 1984 senza il proprietario Tom Benson, scomparso nel mese di marzo 2018.

## La scomparsa di Tom Benson
Tom Benson, proprietario della franchigia dal 1985, morì il 15 marzo 2018, a Jefferson, Louisiana, a causa di un'influenza. Il lascito di Benson include l'acquisto della franchigia mentre si discuteva di un possibile trasferimento a Jacksonville e la vittoria del Super Bowl XLIV nel febbraio del 2010.
Gayle Benson, la sua terza moglie, assunse l'incarico di proprietario sia per i Saints, che per i New Orleans Pelicans della National Basketball Association (acquistati da Benson nel 2012). Durante l'incontro con gli altri proprietari delle franchigie NFL, a marzo, disse di essere entusiasta di portare avanti l'eredità del marito.

## Scelte nel Draft 2018
| Scelte dei Saints nel Draft 2018 |        |                  |       |                |            |
| Giro                             | Scelta | Giocatore        | Ruolo | College        | Note       |
| 1                                | 14     | Marcus Davenport | DE    | UTSA           |            |
| 3                                | 91     | Tre'Quan Smith   | WR    | UCF            |            |
| 4                                | 127    | Rick Leonard     | T     | Florida State  |            |
| 5                                | 164    | Natrell Jamerson | S     | Wisconsin      |            |
| 6                                | 189    | Kamrin Moore     | CB    | Boston College | Da Arizona |
| 6                                | 201    | Boston Scott     | RB    | Louisiana Tech |            |
| 7                                | 245    | Will Clapp       | C     | LSU            |            |

- I Saints scambiano il loro linebacker Stephone Anthony con i Miami Dolphins in cambio della loro scelta nel 5º giro (147ª assoluta).
- I Saints scambiano il loro running back Adrian Peterson con gli Arizona Cardinals in cambio della loro scelta nel 6º giro (189ª assoluta).

## Staff
| Staff dei New Orleans Saints nel 2018 |
| --- |
| Organi dirigenziali - Proprietario - Gayle Benson - Presidente - Dennis Lauscha - Vice presidente esecutivo/General Manager - Mickey Loomis - Assistente General Ganager/Direttore del college scouting - Jeff Ireland - Vicedirettore sportivo - Khai Harley - Direttore operativo - James Nagaoka - Direttore della ricerca personale - Terry Fontenot Capo allenatore - Capo-allenatore - Sean Payton - Assistente capo-allenatore/Tight End - Dan Campbell - Assistente capo-allenatore - Kevin Petry Altri allenatori - Responsabile dello sviluppo della forza e della condizionamento - Dan Dalrymple - Assistente dello sviluppo della forza e della condizione - Charles Byrd - Assistente dell sviluppo della forza e della condizione - Rob Wenning Allenatori dell'attacco - Coordinatore offensivo - Pete Carmichael Jr. - Quarterback - Joe Lombardi - Running Back - Joel Thomas - Assistente superiore offensivo/Wide Receiver - Curtis Johnson - Assistente Wide Receiver - Ronald Curry - Offensive Line - Dan Roushar - Assistente Offensive Line - Brendan Nugent - Assistente offensivo - Joe Brady Allenatori della difesa - Coordinatore difensivo - Dennis Allen - Defensive Line - Ryan Nielsen - Linebacker - Mike Nolan - Secondary - Aaron Glenn - Assistente superiore difensivo - Peter Giunta - Assistente difensivo/Linebacker - Michael Hodges - Assistente difensivo - Leigh Torrence - Specialista della pass rush - Brian Young Allenatori dello special team - Coordinatore dello Special Team - Bradford Banta - Assistente dello Special Team - Kevin O'Dea |

## Roster
| Roster dei New Orleans Saints nel 2018 |
| --- |
| Quarterback - 9 Drew Brees - 5 Teddy Bridgewater - 7 Taysom Hill Running Back - 41 Alvin Kamara - 22 Mark Ingram - 42 Zach Line FB - -- Dwayne Washington Wide Receiver - 88 Dez Bryant - 80 Austin Carr - 18 Keith Kirkwood - 81 Cameron Meredith - 11 Tommylee Lewis - 10 Tre'Quan Smith - 13 Michael Thomas Tight End - 85 Dan Arnold - 89 Josh Hill - 82 Benjamin Watson Offensive Linemen - 72 Terron Armstead T - 64 Will Clapp C - 61 Josh LeRibeus G - 75 Andrus Peat G - 71 Ryan Ramczyk T - 63 Cameron Tom C - 60 Max Unger C - 67 Larry Warford G Defensive Linemen - 92 Marcus Davenport DE - 95 Tyeler Davison DT - 91 Trey Hendrickson DE - 94 Cameron Jordan DE - 70 Mitchell Loewen DT - 57 Alex Okafor DE - 93 David Onyemata DT - 98 Sheldon Rankins DT - 76 Taylor Stallworth DT Linebacker - 47 Alex Anzalone OLB - 50 Demario Davis MLB - 53 A.J. Klein OLB - 52 Craig Robertson OLB - 51 Manti Te'o MLB Defensive Back - -- Eli Apple CB - 31 Chris Banjo SS - 48 Vonn Bell SS - 27 Kurt Coleman FS - 20 Ken Crawley CB - 48 J.T. Gray SS - 34 Justin Hardee CB - 23 Marshon Lattimore CB - 37 Arthur Maulet CB - 25 Patrick Robinson CB - 43 Marcus Williams FS - 26 P.J. Williams CB Special Team - 3 Wil Lutz K - 6 Thomas Morstead P - 49 Zach Wood LS Lista delle riserve - 14 Travin Dural WR (IR) - 19 Ted Ginn Jr. WR (IR) - 84 Michael Hoomanawanui TE (IR) - 46 Rickey Jefferson SS (IR) - 36 Daniel Lasco RB (PUP) Squadra di allenamento - -- J.T. Barrett QB - -- Vince Biegel OLB - 45 Garrett Griffin TE - 96 Woodrow Hamilton DT - 69 Alex Jenkins DE - 30 Boston Scott RB - 79 Nate Wozniak T - 83 Deon Yelder TE 53 attivi, 5 inattivi, 11 nella squadra di allenamento |
| Legenda - I rookie sono in corsivo. - Il primo ruolo è il principale mentre gli eventuali successivi indicano i ruoli secondari. - (IR) sta per Injured Reserve ed indica la lista ristretta per un solo giocatore infortunato che può tornare ad allenarsi dopo la settimana 6 e a rientrare in prima squadra dopo che questa ha giocato 8 partite. - (NF-Inj.) / (NF-Ill.) stanno rispettivamente per Non-Football Injured e Non-Football Illness ed indicano le liste dove viene inserito un giocatore che ha un infortunio o una malattia non dipendente dal football americano. - (PUP) sta per Physically Unable to Perform ed indica la lista dove viene inserito un giocatore mentre è in attesa di recuperare la condizione fisica. Nella stagione regolare dopo la sesta partita giocata dalla propria squadra, il giocatore ha tempo tre settimane per riprendere ad allenarsi, più tre settimane aggiuntive dal suo rientro agli allenamenti per rientrare in prima squadra. |

## Calendario

### Precampionato
Gli avversari dei Saints nel pre-stagione sono stati annunciati l'11 aprile.
| Precampionato |       |               |               |              |                         |           |        |                         |      |         |
| Settimana     | Data  | Ora           | Data italiana | Ora italiana | Avversario              | Risultato | Record | Stadio                  | TV   | Sintesi |
| 1             | 09/08 | 7:00 p.m. EDT | 10/08         | 01:00        | at Jacksonville Jaguars | V 24–20   | 1–0    | EverBank Field          | WVUE | Recap   |
| 2             | 17/08 | 8:00 p.m. EDT | 18/08         | 02:00        | Arizona Cardinals       | S 15–20   | 1–1    | Mercedes-Benz Superdome | WVUE | Recap   |
| 3             | 25/08 | 8:00 p.m. EDT | 26/08         | 02:00        | at Los Angeles Chargers | V 36–7    | 2–1    | StubHub Center          | CBS  | Recap   |
| 4             | 30/08 | 8:00 p.m. EDT | 31/08         | 02:00        | Los Angeles Rams        | V 28–0    | 3–1    | Mercedes-Benz Superdome | Fox  | Recap   |

### Stagione regolare
| Stagione regolare |                         |                    |                    |                         |                    |
| Turno             | Avversario              | Risultato          | Record             | Stadio                  | Sintesi            |
| 1                 | Tampa Bay Buccaneers    | S 40–48            | 0–1                | Mercedes-Benz Superdome | Recap              |
| 2                 | Cleveland Browns        | V 21–18            | 1–1                | Mercedes-Benz Superdome | Recap              |
| 3                 | at Atlanta Falcons      | V 43–37 (DTS)      | 2–1                | Mercedes-Benz Stadium   | Recap              |
| 4                 | at New York Giants      | V 33–18            | 3–1                | MetLife Stadium         | Recap              |
| 5                 | Washington Redskins     | V 43–19            | 4–1                | Mercedes-Benz Superdome | Recap              |
| 6                 | Settimana di pausa      | Settimana di pausa | Settimana di pausa | Settimana di pausa      | Settimana di pausa |
| 7                 | at Baltimore Ravens     | V 24–23            | 5–1                | M&T Bank Stadium        | Recap              |
| 8                 | at Minnesota Vikings    | V 30–20            | 6–1                | U.S. Bank Stadium       | Recap              |
| 9                 | Los Angeles Rams        | V 45–35            | 7–1                | Mercedes-Benz Superdome | Recap              |
| 10                | at Cincinnati Bengals   | V 51–14            | 8–1                | Paul Brown Stadium      | Recap              |
| 11                | Philadelphia Eagles     | V 48–7             | 9–1                | Mercedes-Benz Superdome | Recap              |
| 12                | Atlanta Falcons         | V 31–17            | 10–1               | Mercedes-Benz Superdome | Recap              |
| 13                | at Dallas Cowboys       | S 10–13            | 10–2               | AT&T Stadium            | Recap              |
| 14                | at Tampa Bay Buccaneers | V 28–14            | 11–2               | Raymond James Stadium   | Recap              |
| 15                | at Carolina Panthers    | V 12–9             | 12–2               | Bank of America Stadium | Recap              |
| 16                | Pittsburgh Steelers     | V 31–28            | 13–2               | Mercedes-Benz Superdome | Recap              |
| 17                | Carolina Panthers       | S 14–33            | 13–3               | Mercedes-Benz Superdome | Recap              |

Note
- Gli avversari della propria division sono in grassetto.

### Playoff
| Playoff          |                                           |                                           |                                           |                                           |                                           |                                           |                                           |                                           |
| Turno            | Data                                      | Ora                                       | Avversario (seed)                         | Risultato                                 | Risultato                                 | Stadio                                    | TV                                        | Sintesi                                   |
| Turno            | Data                                      | Ora                                       | Avversario (seed)                         | Punteggio                                 | Record                                    | Stadio                                    | TV                                        | Sintesi                                   |
| Wild Card        | Qualificati direttamente al secondo turno | Qualificati direttamente al secondo turno | Qualificati direttamente al secondo turno | Qualificati direttamente al secondo turno | Qualificati direttamente al secondo turno | Qualificati direttamente al secondo turno | Qualificati direttamente al secondo turno | Qualificati direttamente al secondo turno |
| Divisional       | 13/1                                      | 4:40 p.m. EST                             | Philadelphia Eagles (6)                   | V 20–14                                   | 14–3                                      | Mercedes-Benz Superdome                   | Fox                                       | Recap                                     |
| NFC Championship | 20/1                                      | 3:05 p.m. EST                             | Los Angeles Rams (2)                      | S 23–26 (DTS)                             | 14–4                                      | Mercedes-Benz Superdome                   | Fox                                       | Recap                                     |

## Classifiche

### Division
| NFC South            | NFC South | NFC South | NFC South | NFC South | NFC South | NFC South | NFC South | NFC South |
| vedi • disc. • mod.  | V         | S         | P         | PCT       | DIV       | CONF      | PF        | PS        |
| -------------------- | --------- | --------- | --------- | --------- | --------- | --------- | --------- | --------- |
| New Orleans Saints   | 13        | 2         | 0         | .867      | 2–1       | 7–2       | 419       | 269       |
| Carolina Panthers    | 6         | 6         | 0         | .500      | 1–2       | 4–5       | 304       | 306       |
| Tampa Bay Buccaneers | 5         | 7         | 0         | .417      | 2–2       | 4–5       | 318       | 355       |
| Atlanta Falcons      | 4         | 8         | 0         | .333      | 2–2       | 4–4       | 296       | 333       |
|                      |           |           |           |           |           |           |           |           |
|                      |           |           |           |           |           |           |           |           |

### Conference
| National Football Conference           | National Football Conference | National Football Conference | National Football Conference | National Football Conference | National Football Conference | National Football Conference | National Football Conference | National Football Conference | National Football Conference | National Football Conference |
| Pos.                                   | Squadra                      | Division                     | V                            | S                            | P                            | PCT                          | DIV                          | CONF                         | SOS                          | SOV                          |
| Capolista di Division                  | Capolista di Division        | Capolista di Division        | Capolista di Division        | Capolista di Division        | Capolista di Division        | Capolista di Division        | Capolista di Division        | Capolista di Division        | Capolista di Division        | Capolista di Division        |
| -------------------------------------- | ---------------------------- | ---------------------------- | ---------------------------- | ---------------------------- | ---------------------------- | ---------------------------- | ---------------------------- | ---------------------------- | ---------------------------- | ---------------------------- |
| 1                                      | Los Angeles Rams             | West                         | 13                           | 3                            | 0                            | .813                         | 4–0                          | 7–1                          | .493                         | .462                         |
| 2                                      | New Orleans Saints           | South                        | 13                           | 3                            | 0                            | .813                         | 2–1                          | 7–2                          | .486                         | .483                         |
| 3                                      | Chicago Bears                | North                        | 9                            | 4                            | 0                            | .692                         | 3–1                          | 6–2                          | .417                         | .380                         |
| 4                                      | Dallas Cowboys               | East                         | 8                            | 6                            | 0                            | .571                         | 3–1                          | 6–3                          | .500                         | .452                         |
| Wild Card                              |                              |                              |                              |                              |                              |                              |                              |                              |                              |                              |
| 5                                      | Seattle Seahawks             | West                         | 10                           | 6                            | 0                            | .625                         | 2–2                          | 6–3                          | .510                         | .339                         |
| 6                                      | Minnesota Vikings            | North                        | 6                            | 5                            | 1                            | .542                         | 2–1–1                        | 5–3–1                        | .479                         | .313                         |
| Non qualificati per i play-off         |                              |                              |                              |                              |                              |                              |                              |                              |                              |                              |
| 7                                      | Carolina Panthers            | South                        | 6                            | 6                            | 0                            | .500                         | 1–2                          | 4–5                          | .469                         | .472                         |
| 8                                      | Philadelphia Eagles          | East                         | 9                            | 7                            | 0                            | .563                         | 3–1                          | 4–5                          | .476                         | .389                         |
| 9                                      | Washington Redskins          | East                         | 6                            | 7                            | 0                            | .462                         | 2–2                          | 6–4                          | .496                         | .410                         |
| 10                                     | Tampa Bay Buccaneers         | South                        | 5                            | 7                            | 0                            | .417                         | 2–2                          | 4–5                          | .479                         | .475                         |
| 11                                     | Green Bay Packers            | North                        | 5                            | 7                            | 1                            | .423                         | 1–2–1                        | 2–6–1                        | .507                         | .417                         |
| 12                                     | Atlanta Falcons              | South                        | 4                            | 8                            | 0                            | .333                         | 2–2                          | 4–4                          | .542                         | .438                         |
| 13                                     | New York Giants              | East                         | 5                            | 8                            | 0                            | .385                         | 0–4                          | 3–7                          | .507                         | .500                         |
| 14                                     | Detroit Lions                | North                        | 4                            | 8                            | 0                            | .333                         | 1–3                          | 2–7                          | .542                         | .531                         |
| 15                                     | Arizona Cardinals            | West                         | 3                            | 9                            | 0                            | .250                         | 2–2                          | 3–5                          | .514                         | .236                         |
| 16                                     | San Francisco 49ers          | West                         | 2                            | 10                           | 0                            | .167                         | 0–4                          | 1–8                          | .479                         | .250                         |
| Criteri di spareggio                   |                              |                              |                              |                              |                              |                              |                              |                              |                              |                              |
| 1. 2. 3.                               |                              |                              |                              |                              |                              |                              |                              |                              |                              |                              |
| Legenda                                |                              |                              |                              |                              |                              |                              |                              |                              |                              |                              |
| w — wild card ottenuta                 |                              |                              |                              |                              |                              |                              |                              |                              |                              |                              |
| x — partecipazione ai playoff ottenuta |                              |                              |                              |                              |                              |                              |                              |                              |                              |                              |
| y — campioni di division               |                              |                              |                              |                              |                              |                              |                              |                              |                              |                              |
| z — salto del primo turno di play-off  |                              |                              |                              |                              |                              |                              |                              |                              |                              |                              |
| * — vantaggio del campo ottenuto       |                              |                              |                              |                              |                              |                              |                              |                              |                              |                              |

## Premi

### Premi settimanali e mensili
- Drew Brees:

giocatore offensivo della NFC della settimana 3
quarterback della settimana 3
giocatore offensivo della NFC della settimana 5
quarterback della settimana 5
quarterback della settimana 9
quarterback della settimana 11
giocatore offensivo della NFC del mese di novembre
- Demario Davis:

difensore della NFC della settimana 4
- Wil Lutz:

giocatore degli special team della NFC del mese di settembre
- Alvin Kamara:

running back della settimana 4
- P.J. Williams:

difensore della NFC della settimana 8
- Michael Thomas:

giocatore offensivo della NFC della settimana 9
- Tre'Quan Smith:

rookie della settimana 11
- Taysom Hill:

giocatore degli special team della NFC della settimana 14